# 1917 Cuyo
1917 Cuyo је Амор астероид са средњом удаљеношћу од Сунца која износи 2,150 астрономских јединица (АЈ).
Апсолутна магнитуда астероида је 13,9.